# Chloroclystis lunifera
Sigillictystis lunifera là một loài bướm đêm trong họ Geometridae.